# Denis Nizhegorodov
Denis Gennadyevich Nizhegorodov (en russe : Денис Геннадьевич Нижегородов), né le 26 juillet 1980 à Saransk, est un athlète russe spécialiste de la marche athlétique, champion du monde du 50 km en 2011 à Daegu.

## Carrière sportive

### Médaille d'argent olympique à Athènes (2004)
En 2004, Denis Nizhegorodov décroche la médaille d'argent du 50 km marche des Jeux olympiques d'été d'Athènes avec le temps de 3 h 42 min 50, terminant à près de 4 minutes du Polonais Robert Korzeniowski. En 2006, il remporte la Coupe du monde de marche disputée à La Corogne en améliorant son record personnel en 3 h 38 min 02, mais est ensuite disqualifié lors des championnats d'Europe de Göteborg la même année. Figurant parmi les favoris des Championnats du monde 2007 d'Osaka, le Russe ne termine finalement qu'au pied du podium d'une course dominée par l'Australien Nathan Deakes. 

### Record du monde et médaille de bronze olympique (2008)
Le 11 mai 2008, Nizhegorodov établit un nouveau record du monde du 50 km marche en signant le temps de 3 h 34 min 14 s lors de la Coupe du monde de marche de Tcheboksary, effaçant des tablettes Nathan Deakes, auteur de la meilleure performance mondiale depuis l'année 2006 en 3 h 35 min 47. Ce record sera battu par Yohann Diniz le 15 août 2014 aux Championnats d'Europe mais constitue toujours aujourd'hui la troisième meilleure performance de tous les temps sur la distance. Sélectionné pour les Jeux olympiques de Pékin, le Russe obtient la médaille de bronze du 50 km en 3 h 40 min 14 s, derrière l'Italien Alex Schwazer et l'Australien Jared Tallent.

### Titre mondial à Daegu (2011)
Après avoir abandonné lors du 50 km marche des championnats du monde de Berlin en 2009, il s'adjuge la médaille d'or sur la même distance lors des Mondiaux suivants à Daegu en 2011 en 3 h 42 min 45 s, à la suite de la disqualification pour dopage de son compatriote Sergey Bakulin.
Absent des grandes compétitions à partir de 2012, Nizhegorodov prend finalement sa retraite en 2017.

## Soupçons de dopage
Le 24 mai 2016, Denis Nizhegorodov figure sur la liste des 31 athlètes contrôlés positifs à la suite de l'analyse des échantillons des Jeux olympiques de Pékin en 2008 où il avait remporté la médaille de bronze. L'examen de l'échantillon B l'innocente finalement. 

## Palmarès
| Année | Compétition              | Lieu        | Résultat | Épreuve |
| ----- | ------------------------ | ----------- | -------- | ------- |
| 2003  | Championnats du monde    | Paris       | 5e       | 50 km   |
| 2004  | Jeux olympiques          | Athènes     | 2e       | 50 km   |
| 2006  | Coupe du monde de marche | La Corogne  | 1er      | 50 km   |
| 2007  | Championnats du monde    | Osaka       | 4e       | 50 km   |
| 2008  | Coupe du monde de marche | Tcheboksary | 1er      | 50 km   |
| 2008  | Jeux olympiques          | Pékin       | 3e       | 50 km   |
| 2011  | Championnats du monde    | Daegu       | 1er      | 50 km   |